# YWHAG
YWHAG (англ. Tyrosine 3-monooxygenase/tryptophan 5-monooxygenase activation protein gamma) – білок, який кодується однойменним геном, розташованим у людей на короткому плечі 7-ї хромосоми.  Довжина поліпептидного ланцюга білка становить 247 амінокислот, а молекулярна маса — 28 303.
| 10         |  | 20         |  | 30         |  | 40         |  | 50         |
| ---------- |  | ---------- |  | ---------- |  | ---------- |  | ---------- |
| MVDREQLVQK |  | ARLAEQAERY |  | DDMAAAMKNV |  | TELNEPLSNE |  | ERNLLSVAYK |
| NVVGARRSSW |  | RVISSIEQKT |  | SADGNEKKIE |  | MVRAYREKIE |  | KELEAVCQDV |
| LSLLDNYLIK |  | NCSETQYESK |  | VFYLKMKGDY |  | YRYLAEVATG |  | EKRATVVESS |
| EKAYSEAHEI |  | SKEHMQPTHP |  | IRLGLALNYS |  | VFYYEIQNAP |  | EQACHLAKTA |
| FDDAIAELDT |  | LNEDSYKDST |  | LIMQLLRDNL |  | TLWTSDQQDD |  | DGGEGNN    |

A: Аланін

C: Цистеїн

D: Аспарагінова кислота

E: Глутамінова кислота

F: Фенілаланін

G: Гліцин

H: Гістидин

I: Ізолейцин

K: Лізин

L: Лейцин

M: Метіонін

N: Аспарагін

P: Пролін

Q: Глутамін

R: Аргінін

S: Серин

T: Треонін

V: Валін

W: Триптофан

Локалізований у цитоплазмі.